# Genootskaap van Regte Afrikaners
La Genootskap van Regte Afrikaners (in afrikaans "Associazione dei veri afrikaner") fu un'associazione culturale sudafricana fondata alla fine del XIX secolo con l'obiettivo di promuovere la lingua afrikaans proteggendola dalla "corruzione" conseguente al contatto con altri idiomi e culture.

## Storia
Padre spirituale dell'associazione era Arnoldus Pannevis, un insegnante, che era stato il primo a denunciare il fatto che i sudafricani di origine olandese parlavano una lingua contaminata da influenze di lingue europee, africane (come quella khoisan) e asiatiche (come il malese dei Cape Malay).
Fondatori dell'associazione furono Gideon Malherbe, l'immigrato olandese C.P. Hoogenhout, D.F. du Toit (soprannominato Dokter, il Dottore), il giornalista Daniel Francois du Toit (soprannominato Oom Lokomotief, "lo zio locomotiva"), suo fratello il reverendo Stephanus Jacobus du Toit, August Ahrbeck, Petrus Malherbe e S. G. du Toit. Tutti, tranne Hoogenhout e Ahrbeck, erano parenti.
L'associazione fu fondata il 14 agosto 1875 nella città di Paarl, nell'odierna provincia del Capo occidentale. A partire dal 15 gennaio 1876 l'associazione pubblicò il primo giornale in afrikaans, Die Afrikaanse Patriot ("Il patriota afrikaans"), ribattezzato Paarl Post nel 1905. Oltre al giornale, l'associazione pubblicò numerose altre opere in lingua afrikaans, inclusa una storia del Sudafrica scritta da Stephanus Jacobus du Toit e la Bibbia.
In seguito, l'associazione si fuse con la Zuidafrikaansche Boeren Beschermings Vereeniging ("Società per la difesa dei boeri del Sudafrica") dando vita al partito Afrikanerbond, il cui scopo era quello di rappresentare nell'Assemblea rappresentativa provinciale gli interessi dei boeri rimasti nella Provincia del Capo.
Il Museo della lingua afrikaans di Paarl, aperto il 14 agosto 1975, ha sede in quella che fu la casa di Gideon Malherbe.